# Christopher Drößler
Christopher Drößler (* 26. September 1995 in Leinefelde) ist ein deutscher Politiker (AfD). Er wurde im Februar 2025 in den 21. Deutschen Bundestag gewählt. Vor seiner Wahl zum Abgeordneten arbeitete er als Polizeibeamter. 
Er ist Vizevorsitzender der AfD im Eichsfeldkreis sowie Vorsitzender der Kreistagsfraktion und der Gemeinderatsfraktion in seinem Wohnort Küllstedt. Vor dem Gewinn eines Direktmandats im Bundestagswahlkreis Eichsfeld – Nordhausen – Kyffhäuserkreis mit 39,5 % der Erststimmen kandidierte er 2024 sowohl bei der Landtagswahl als auch bei der Wahl zum Landrat im Unstrut-Hainich-Kreis erfolglos.